# Adolf František Berger
Adolf František Berger (13. listopadu 1813 Vodňany – 12. července 1886 Vídeň) byl německý básník, spisovatel a historik. Pracoval ve Schwarzenberském archivu, poté se věnoval žurnalistice a beletrii ve Vídni.

## Dílo
Berger se ve své tvorbě zabýval dějinami Schwarzenberského rodu a kulturními dějinami posledních Rožmberků. Mezi jeho významná díla patří Felix Fürst zu Schwarzenberg, k.k. Ministerpräsident, Das Fürstenhaus Schwarzenberg. Byl řádným a čestným členem několika historických spolků jako např.: Verein für Geschichte der Deutschen in Böhmen.